# Aayla Secura
Aayla Secura är en fiktiv person som förekommer i filmserien Star Wars. 
Aayla Secura var en blå rutiansk twi'lek som kom från en inflytelserik familj på Ryloth. Aayla ansågs dock inte viktig eftersom hon var flicka, och placerades redan i tidig ålder tillsammans med slavarna. Hon räddades därifrån av Quinlan Vos, som upptäckte att hon var känslig för Kraften när han skyddade henne mot en vild wampa, och övertalade sin mästare Tholme att ta henne med tillbaka till Coruscant. Aayla växte därefter upp i jeditemplet och blev Quinlans padawan så snart han själv blivit riddare.
Aayla och Quinlan upplevde ett antal äventyr tillsammans under hennes uppväxt. Bland annat var de på uppdrag på Tatooine vid samma tillfälle som Qui-Gon Jinn och hans grupp från Naboo var där. Kort därefter inträffade en katastrof för de båda då de blev förrådda av Aaylas farbror, Pol Secura, medan de undersökte en knarksmugglarliga på Ryloth. Efter en överdos av drogen glitterryll tappade de båda minnet och blev åtskilda. Aayla hölls kvar som fånge i sin farbrors hushåll och blev med tiden övertygad om att hon hörde hemma där; när Quinlan kom för att hämta henne vägrade hon att följa med, och skyllde till och med på honom när hon själv råkade döda Pol med Kraften. 
Aaylas försök att få hämnd förde henne till fängelseplaneten Kiffex, där hon råkade i klorna på Volfe Karkko, en anzatisk mörk jedi som varit fängslad i ett stasisfält under lång tid. Karkko utnyttjade henne för att fånga folk som han kunde äta, men till slut dök Quinlan upp tillsammans med Tholme, T'ra Saa och Zao och fritog henne från Karkkos inflytande. Han ansåg dock inte att han kunde fortsätta som Aaylas mästare eftersom han själv varit så nära den mörka sidan, så Tholme tog över hennes träning. Hon fick också hjälp av bland annat Plo Koon för att få tillbaka sina minnen, vilket var möjligt eftersom twi'leker har en "minnesbackup" i sina lekku.
Nästa gång Aayla träffade Quinlan var flera år senare. Då var hon på jakt efter Tholme, som blivit bortförd från Ryloth tillsammans med hennes kusin Nat Secura, och lyckades med hjälp av Kraftens vägledning hitta Quinlan på Ord Mantell. Tillsammans spårade de kidnapparna till planeten Kintan och besegrade dem. Därefter återvände de till Coruscant där Aayla upphöjdes till jediriddare och Quinlan till mästare.
Aayla deltog i insatsstyrkan på Geonosis. Under klonkrigen utförde hon flera spionuppdrag under Tholmes vägledning, bland annat på Devaron, där hon hjälpte till att slå ut en piratliga som gett sig på republikens förrådskonvojer. Under samma uppdrag besegrade och tillfångatog Aayla den ökända prisjägaren och jedimördaren Aurra Sing.
Aaylas relation till sin förste mästare blev mer och mer komplicerad under krigets gång, allt eftersom Quinlan mer och mer närmade sig den mörka sidan. På Honoghr kom det till och med till en våldsam konfrontation mellan dem, då de båda hade skickats ut för att återta ett separatistiskt vapensystem som fallit i urinvånarnas händer. Det hela slutade dock med att Aayla lade ned sin ljussabel; hon vägrade konsekvent att tro att Quinlan var ohjälpligt förlorad, och mycket riktigt återvände han till ljuset till slut, med benägen hjälp av Aayla och Tholme.
Aaylas viktigaste roll i kriget var dock den som general. Hon ledde klonsoldater i strid bland annat på Kamino, Hypori, Saleucami och Felucia. Under senare delen av kriget följdes hon troget av klonofficeren Bly, som kom att bli en god vän. Tyvärr kunde vänskapen inte övervinna Blys programmering; under uppdraget på Felucia trädde Order 66 i kraft och Aayla blev skjuten i ryggen av sina egna soldater.
Aayla koncentrerade sig mest på stridsträning, främst ljussabelsstrid (där hon använde sig av form IV, Ataru) men även offensivt användande av Kraften. Trots detta var hon en vänlig och oftast lugn person. Som ung brottades hon ofta med tvivel på sin egen förmåga, mest beroende på minnena av sin tid som slav, som hon alltid bar med sig, men med tiden fick hon mer självförtroende. Förutom den rena jediträningen var hon en duglig pilot och mekaniker, och uppträdde ofta förklädd som sådan.
Den person som betydde mest för Aayla, förutom hennes båda mästare, var förmodligen Kit Fisto. De båda lärde känna varandra på Kamino, där de under en tid ansvarade för träningen av nya klonsoldater, och hjälptes åt att stoppa en kaminoansk överlöpare som utvecklat ett särskilt virus för att döda klonerna. Det blev början till en vänskap som tidvis tangerade gränsen för vad jediriddare kan tillåta sig. Aayla var också god vän med Xiaan Amersu, en twi'lekisk jedi som var några år yngre än hon själv. 